# Biserica „Sf. Nicolae” din Măineasca
Biserica „Sf. Nicolae” din Măineasca este un monument istoric aflat pe teritoriul satului Măineasca, comuna Petrăchioaia. În Repertoriul Arheologic Național, monumentul apare cu codul 104608.04.
Biserică în plan trilobat construită în 1766, prezintă ziduri groase de 80 cm. Naosul este separat de pronaos printr-un zid si două coloane, catapeteasmă este din lemn, cu trei registre de icoane si prezintă un pridvor închis.